# ¡Viven! (álbum)
"¡Viven!" es el título de la primera grabación de un concierto en directo de Fangoria, después de 16 años de carrera. El concierto pertenece a la gira de El extraño viaje y fue grabado en el 9 de febrero de 2007 en Espacio Movistar en Barcelona (España). El álbum está disponible en DVD + CD y DVD.
La frase o cita elegida por Alaska y Nacho para este disco es: "Silencio. No hay banda. No hay orquesta. Todo está grabado, es una cinta. Nada es lo que parece, todo es una ilusión." frase del maestro de ceremonias del Club Silencio en la película "Mulholland Drive" (© 2001) dirigida por David Lynch.
En el álbum aparece también otra frase, pero esta vez no como lema que bautiza el álbum sino más bien a manera de ilustración dentro de todo lo que es el diseño de arte del disco, es una frase escrita en latín y esta aparece en una de las solapas en las que se despliega el estuche al abrirlo en tríptico, la frase es "LIBER VITAE" que se traduce como "El libro de la vida", en dicha solapa donde aparece la frase es donde viene guardado el libretin del álbum con los créditos y el track-list.

## Diseño gráfico
El trabajo de diseño de arte que adorna este álbum guarda similitud con su disco inmediato anterior, "El extraño viaje", la diagramación tanto del nombre del grupo y del título del álbum es idéntica al trabajo anterior, es decir, nombre del grupo en mayúsculas grandes ubicadas hacia la parte superior-izquierda de la portada y el título del álbum en una tipografía de mayúsculas y oblicuas colocadas en la parte inferior-derecha... mas no así la fotoportada obviamente la cual ya no es minimalista en blanco sino que presenta algo de color.
En este nuevo disco, la paleta gira en torno al amarillo intenso, gris y negro básicamente y en cuanto al trabajo de ilustraciones que adornan tanto los discos compactos como tal como el libretín de créditos, los dibujos exponen el tema de la vida surgiendo a partir de la muerte, como por ejemplo, esqueletos dispuestos en poses a manera de troncos de árboles con follaje, así como también diversos dibujos anatómicos de cuerpos humanos mostrando en unos, los músculos del cuerpo y en otros, la red de venas y arterias del sistema circulatorio. Hay también una ilustración, muy al estilo de los grabados y xilografías medievales, de un libro abierto a la mitad con la siguiente frase en latín "Liber Vitae" en una de las solapas del estuche, señalando así el sitio en donde viene inserto el libretín que acompaña al álbum.

## Información general
Es publicado por DRO el 15 de mayo de 2007 en dos formatos:
- Un formato sencillo que contiene el DVD del concierto en directo; y
- Un formato especial, con tapa de cartón (digipack), que contiene, además del DVD del concierto, un CD-audio con el mismo directo.

El DVD incluye, además del concierto (con o sin comentarios de Alaska y Nacho), el documental "Alrededor del Extraño Viaje" en torno a los conciertos en que se grabó este DVD.
"¡Viven!" ha sido n.º 1 en ventas de DVD en España (durante 4 semanas consecutivas) y México.

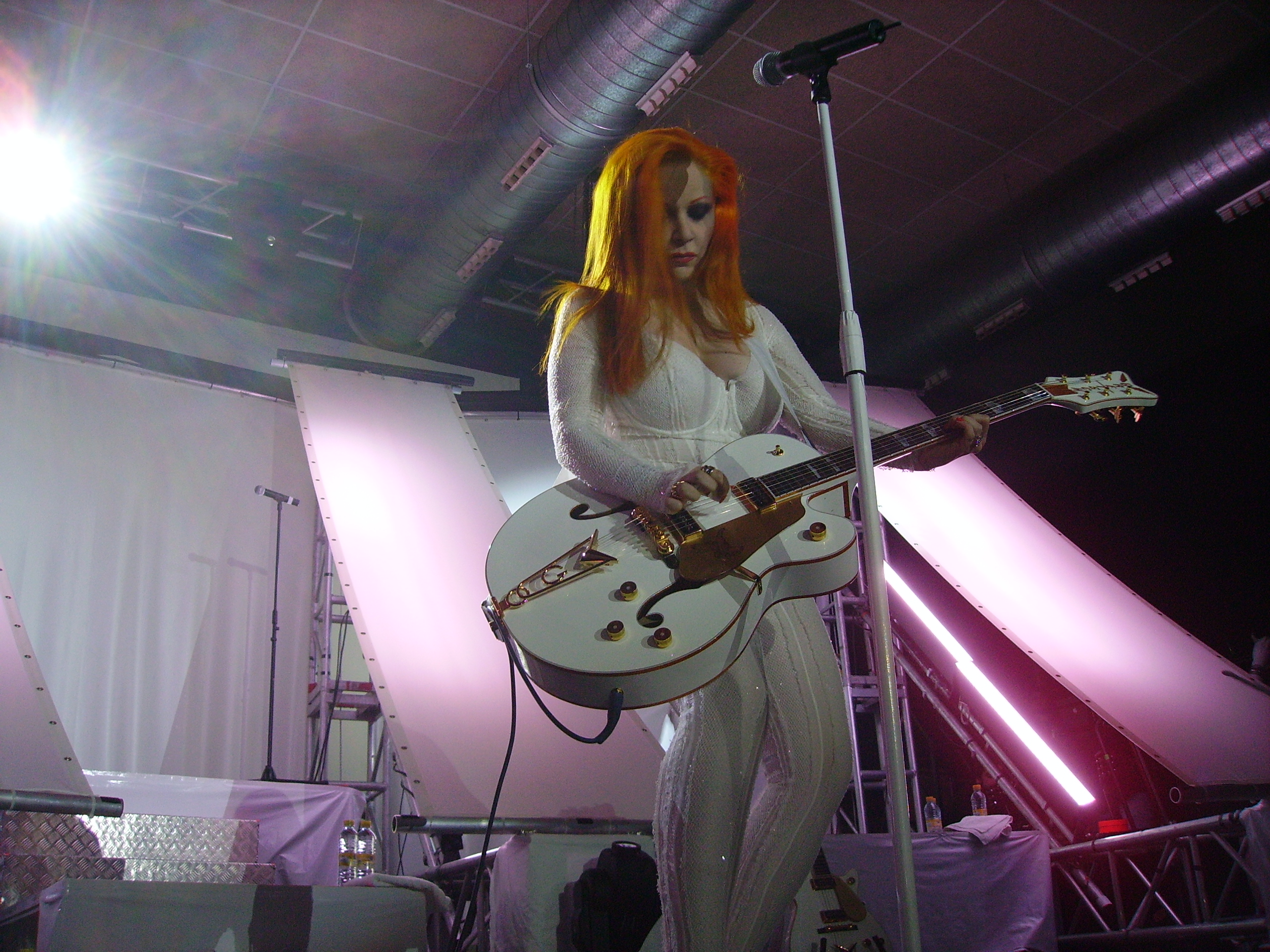
Alaska tocando la guitarra en un concierto del año 2006.

## Lista de canciones
¡Viven! DVD Video:
Grabado en directo el 9 de febrero de 2007 en el Espacio Movistar de Barcelona. Duración aproximada 77 minutos.
| N°  | Canción                                                                                               |
| --- | --- |
| 1.  | Intro + "Fantasmas"                                                                                   |
| 2.  | "Plegarias atendidas"                                                                                 |
| 3.  | "Si lo sabe Dios, que se entere el mundo"                                                             |
| 4.  | "Ni contigo ni sin ti"                                                                                |
| 5.  | "Eternamente inocente"                                                                                |
| 6.  | "La mano en el fuego"                                                                                 |
| 7.  | "Estés donde estés"                                                                                   |
| 8.  | "No sé qué me das"                                                                                    |
| 9.  | "Retorciendo palabras"                                                                                |
| 10. | "Descongélate" (versión de Alaska y Dinarama)                                                         |
| 11. | "Las ventajas de olvidar"                                                                             |
| 12. | "Nada más que añadir"                                                                                 |
| 13. | "Miro la vida pasar"                                                                                  |
| 14. | "Criticar por criticar"                                                                               |
| 15. | "El cementerio de mis sueños"                                                                         |
| 16. | "Rey del glam" (versión de Alaska y Dinarama), con Nancys Rubias, Miranda! y La Terremoto de Alcorcón |
| 17. | "Documental «Alrededor del Extraño viaje»" (duración aproximada: 46 minutos)                          |

¡Viven! CD Audio:
| N°  | Canción                                                                                               |
| --- | --- |
| 1.  | Intro + "Fantasmas"                                                                                   |
| 2.  | "Plegarias atendidas"                                                                                 |
| 3.  | "Si lo sabe Dios, que se entere el mundo"                                                             |
| 4.  | "Ni contigo ni sin ti"                                                                                |
| 5.  | "Eternamente inocente"                                                                                |
| 6.  | "La mano en el fuego"                                                                                 |
| 7.  | "Estés donde estés"                                                                                   |
| 8.  | "No sé qué me das"                                                                                    |
| 9.  | "Retorciendo palabras"                                                                                |
| 10. | "Descongélate" (versión de Alaska y Dinarama)                                                         |
| 11. | "Las ventajas de olvidar"                                                                             |
| 12. | "Nada más que añadir"                                                                                 |
| 13. | "Miro la vida pasar"                                                                                  |
| 14. | "Criticar por criticar"                                                                               |
| 15. | "El cementerio de mis sueños"                                                                         |
| 16. | "Rey del glam" (versión de Alaska y Dinarama), con Nancys Rubias, Miranda! y La Terremoto de Alcorcón |